# Brian Lara
Brian Charles Lara,  (nacido el 2 de mayo de 1969) es un exjugador internacional de críquet trinitense, ampliamente reconocido como uno de los mejores bateadores de todos los tiempos. Posee varios récords en el mundo del críquet, incluyendo la mayor puntuación individual en un partido de primera clase (first-class cricket), con 501 carreras no eliminadas para el Warwickshire contra Durham en Edgbaston en 1994, y el récord de la mayor puntuación individual en una entrada de un partido internacional de Test, después de anotar 400 carreras no eliminadas en Antigua durante el 4º test contra Inglaterra en 2004.
Lara también mantuvo, durante 18 años, el récord de la mayor cantidad de carreras en un solo over de un partido de Test cuando anotó 28 carreras en un over lanzado por Robin Peterson de Sudáfrica en 2003, hasta que su récord fue superado por Jasprit Bumrah en 2022. Como capitán, Lara lideró al equipo de las Indias Occidentales para ganar el Trofeo de Campeones de la ICC 2004, siendo esta la primera vez que el equipo ganó un trofeo importante de la ICC desde la victoria en la Copa Mundial de Críquet de 1979.
Lara encabezó el Test ranking de bateadores en varias ocasiones, y su actuación ganadora de partido con 153 carreras no eliminadas contra Australia en Bridgetown, Barbados en 1999 fue calificada por el Wisden como la segunda mejor actuación de bateo en la historia del críquet de Test, solo superada por las 270 carreras anotadas por Sir Donald Bradman en el partido de Test de The Ashes de 1937. Muttiah Muralitharan ha considerado a Lara como su oponente más difícil entre todos los bateadores del mundo.
Lara recibió el premio Wisden Leading Cricketer in the World en 1994 y 1995 y es también uno de los tres únicos jugadores de críquet en recibir el premio BBC Overseas Sports Personality of the Year, siendo los otros dos Sir Garfield Sobers y Shane Warne. Brian Lara fue nombrado miembro honorario de la Orden de Australia el 27 de noviembre de 2009, y en septiembre de 2012 fue incluido en el Salón de la Fama de la ICC como un integrante de la temporada 2012-2013. En 2013, Lara recibió la Membresía Honoraria de por vida del MCC, convirtiéndose en el 31º jugador de las Indias Occidentales en recibir este honor.
Brian Lara es popularmente apodado "El Príncipe de Puerto España" o simplemente "El Príncipe".

## Primeros años
Brian es uno de once hermanos. Su padre, Bunty, y una de sus hermanas mayores, Agnes Cyrus, lo inscribieron en la clínica de entrenamiento local Harvard Coaching Clinic a la edad de seis años para sesiones de entrenamiento semanales los domingos. Como resultado, Lara recibió una educación muy temprana en la técnica correcta de bateo. La primera escuela de Lara fue la primaria católica romana St. Joseph's. Luego asistió a la escuela secundaria San Juan, ubicada en Moreau Road, Lower Santa Cruz. Un año después, a los catorce años, se trasladó a Fatima College, donde comenzó su desarrollo como un joven jugador prometedor bajo la tutela del entrenador de cricket Harry Ramdass. A los 14 años, acumuló 745 carreras en la liga de escolares, con un promedio de 126.16 por entrada, lo que le valió la selección para el equipo nacional sub-16 de Trinidad y Tobago. Cuando tenía 15 años, jugó en su primer torneo juvenil sub-19 de las Indias Occidentales y ese mismo año, Lara representó a las Indias Occidentales en el cricket sub-19.

## Carrera en el cricket

### Comienzos en el cricket de primera clase

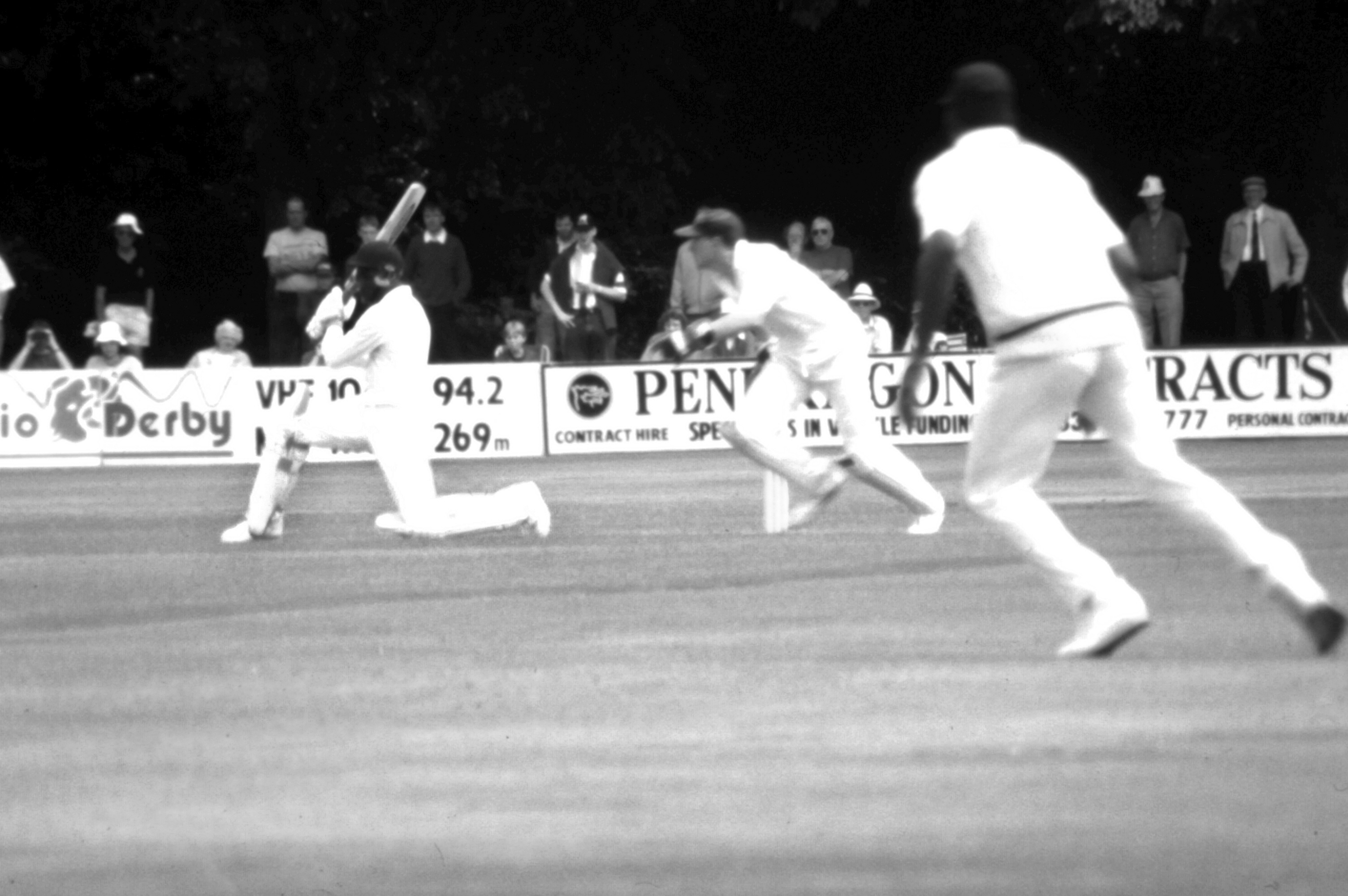
Lara bateando para Warwickshire en 1994

1987 fue un año decisivo para Lara, cuando en el Campeonato Juvenil de las Indias Occidentales anotó 498 carreras, rompiendo el récord de 480 de Carl Hooper establecido el año anterior. Fue capitán del equipo de Trinidad y Tobago, que ganó el torneo, beneficiándose de un partido ganador de 116 carreras por parte de Lara.
En enero de 1988, Lara hizo su debut en el cricket de primera clase para Trinidad y Tobago en la Red Stripe Cup contra los Leeward Islands. En su segundo partido de primera clase, anotó 92 carreras contra un ataque de Barbados que incluía a Joel Garner y Malcolm Marshall, dos grandes del equipo de las Indias Occidentales. Más tarde, ese mismo año, fue capitán del equipo de las Indias Occidentales en Australia para la Copa Mundial Juvenil del Bicentenario, donde las Indias Occidentales alcanzaron las semifinales. Ese mismo año, sus 182 carreras como capitán del equipo Sub-23 de las Indias Occidentales contra el equipo de India en su gira por las Indias Occidentales elevaron aún más su reputación.
Su primera selección para el equipo completo de las Indias Occidentales llegó poco después, pero desafortunadamente coincidió con la muerte de su padre, lo que llevó a Lara a retirarse del equipo. En 1989, fue capitán de un equipo B de las Indias Occidentales en Zimbabue y anotó 145 carreras.
En 1990, a la edad de 20 años, Lara se convirtió en el capitán más joven de Trinidad y Tobago, llevándolos esa temporada a la victoria en el torneo de un día Geddes Grant Shield. También fue en 1990 cuando hizo su esperado debut en Test cricket para las Indias Occidentales contra Pakistán, anotando 44 y 5 carreras. Había debutado en ODI un mes antes contra Pakistán, anotando 11 carreras.

### Carrera internacional
En enero de 1993, Lara anotó 277 contra Australia en Sídney. Este, su primer siglo en Test en su quinto partido, fue el punto de inflexión de la serie, ya que las Indias Occidentales ganaron los dos últimos partidos para llevarse la serie 2-1. Lara decidió nombrar a su hija Sydney después de anotar 277 en el SCG.

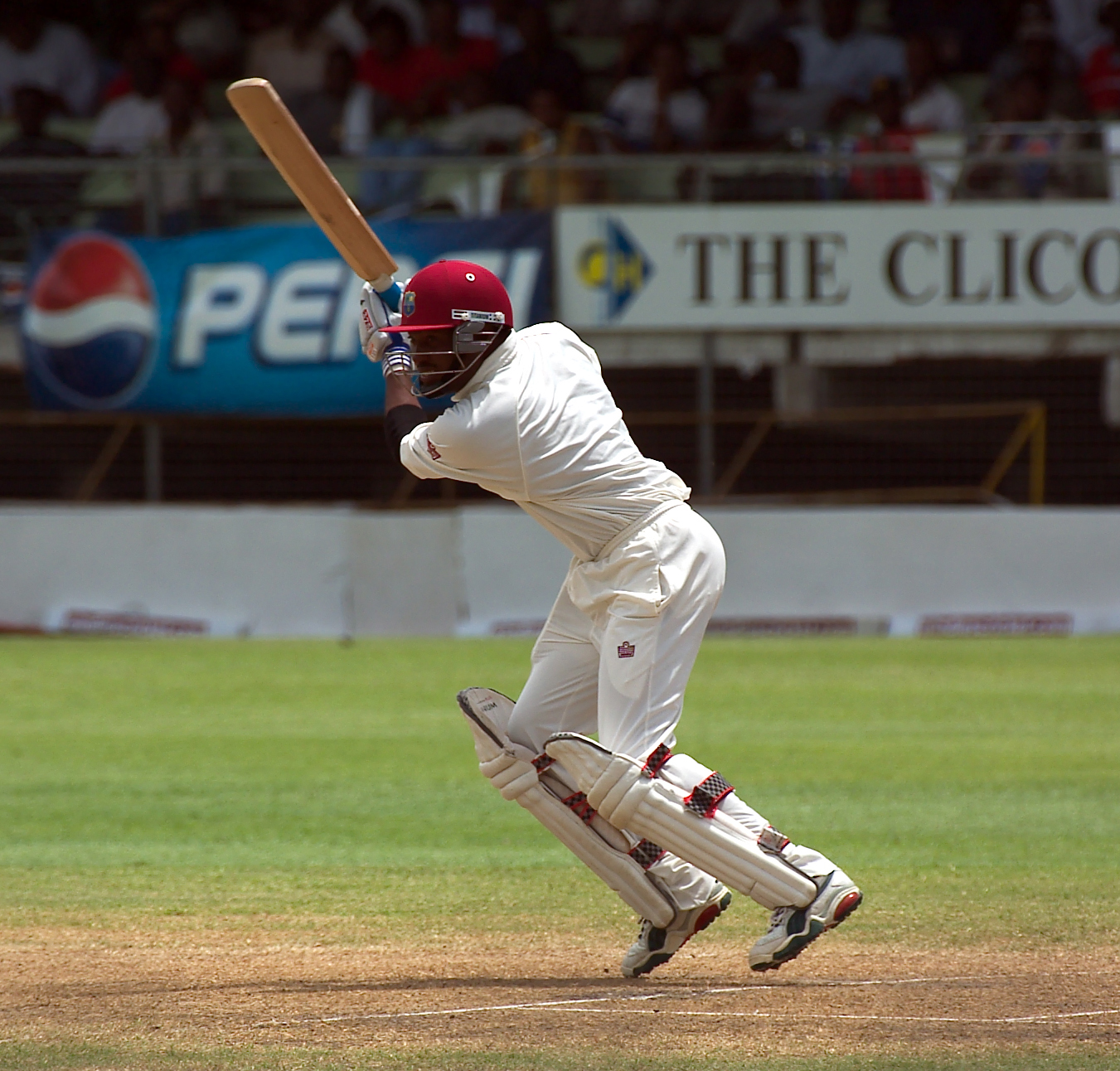
Brian Lara bateando para las Indias Occidentales contra India en Kensington Oval, Bridgetown, Barbados, en 2002

Lara ostenta varios récords mundiales de anotación alta. Tiene el puntaje individual más alto tanto en first-class cricket (501 not out para Warwickshire contra Durham en 1994) como en Test cricket (400 no out para las Indias Occidentales contra Inglaterra en 2004). Lara acumuló su récord mundial de 501 en 474 minutos con solo 427 bolas. Anotó 308 en límites (10 seis y 62 cuatro). Sus compañeros fueron Roger Twose (115 asociación – 2do wicket), Trevor Penney (314 – 3ro), Paul Smith (51 – 4to) y Keith Piper (322 ininterrumpidos – 5to). Anteriormente, en esa temporada, Lara anotó seis siglos en siete entradas mientras jugaba para Warwickshire.
Es el único hombre que ha recuperado el récord de puntuación en un Test, habiendo anotado 375 contra Inglaterra en 1994, un récord que se mantuvo hasta que Matthew Hayden anotó 380 contra Zimbabue en 2003. Su 400 not out también lo convirtió en el segundo jugador (después de Don Bradman) en anotar dos triples siglos en Test, y el segundo (después de Bill Ponsford) en anotar dos cuádruples siglos en cricket de primera clase. Ha anotado nueve dobles siglos en Test cricket, tercero después de los doce de Bradman y los once de Kumar Sangakkara. Como capitán, anotó cinco dobles siglos, que es el mayor número para alguien que está a cargo. En 1995, en la serie de partidos Test fuera de casa contra Inglaterra, anotó 3 siglos en tres partidos consecutivos, lo que le valió el premio al Jugador de la Serie. La serie Test finalmente terminó empatada 2-2. También tuvo el récord de la mayor cantidad de carreras en una carrera en Test, después de superar a Allan Border con una entrada de 226 jugada en el Adelaide Oval, Australia, en noviembre de 2005. Este récord fue roto más tarde por Sachin Tendulkar de India el 17 de octubre de 2008 mientras jugaba contra Australia en Mohali en el segundo Test del Border–Gavaskar Trophy 2008.
Lara fue capitán de las Indias Occidentales de 1998 a 1999, cuando las Indias Occidentales sufrieron su primera barrida a manos de Sudáfrica. Después de esto, jugaron contra Australia en una serie de cuatro Test que terminó empatada 2-2, con Lara anotando 546 carreras, incluidas tres siglos y un doble siglo. En el segundo Test en Kingston anotó 213, mientras que en el tercer Test anotó 153* en la segunda entrada mientras las Indias Occidentales alcanzaban 311 con un wicket restante. Ganó el premio al Jugador del Partido en ambos partidos y también fue nombrado Jugador de la Serie.

El Wisden 100 califica el 153 not out de Lara contra Australia en Bridgetown en 1998-99 como la segunda mejor entrada de la historia, después de los 270 de Sir Donald Bradman contra Inglaterra en Melbourne en 1936-37.

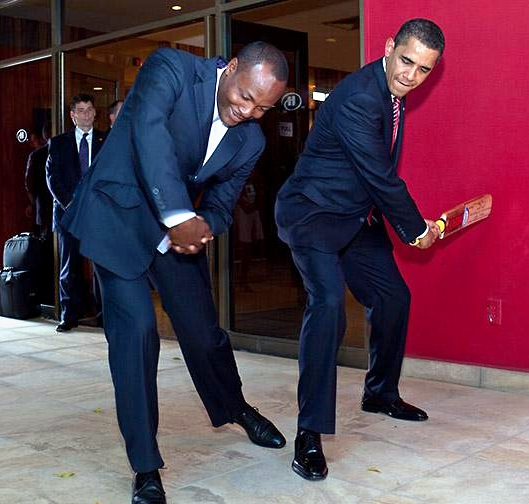
Lara con Barack Obama (2009)

En 2001, Lara fue nombrado el Jugador de la Serie Carlton en Australia con un promedio de 46.50, el más alto promedio de un jugador de las Indias Occidentales en esa serie, anotando dos medios siglos y un siglo, 116 contra Australia. Ese mismo año, Lara acumuló 688 carreras en la serie de tres Test fuera de casa contra Sri Lanka, logrando tres siglos y un medio siglo, incluyendo el doble siglo y un siglo en la primera y segunda entrada del tercer partido de Test en el Sinhalese Sports Ground, lo que representó el 42% de las carreras del equipo en esa serie. Estas extraordinarias actuaciones llevaron a Muttiah Muralitharan a declarar que Lara era el bateador más peligroso al que había lanzado.

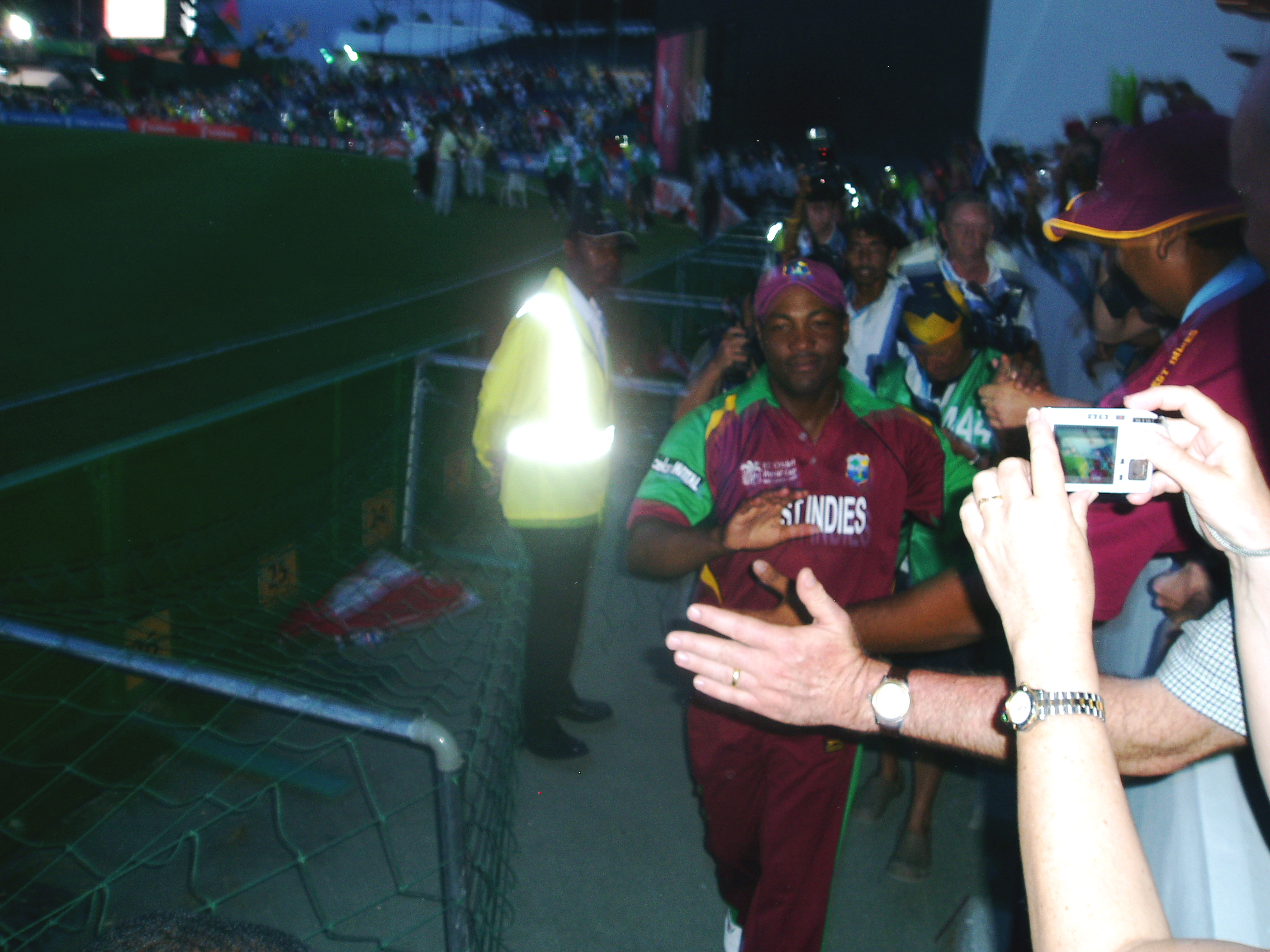
Lara durante su vuelta de honor en su último partido internacional, 2007 Cricket World Cup

Lara fue reelegido como capitán contra los australianos en gira en 2003, y anotó 110 en su primer Test de vuelta al mando, mostrando un retorno a un rendimiento estelar. Más tarde esa temporada, bajo su capitanía, las Indias Occidentales ganaron la serie de dos Test contra Sri Lanka 1-0, con Lara logrando un doble siglo en el primer Test. En septiembre de 2004, las Indias Occidentales ganaron el 2004 ICC Champions Trophy en Inglaterra bajo su capitanía. Por sus actuaciones en 2004, fue nombrado tanto en el World Test XI como en el ODI XI por la ICC.
En marzo de 2005, Lara rechazó la selección para el equipo de las Indias Occidentales debido a una disputa sobre su contrato personal de patrocinio con Cable & Wireless, que chocaba con el patrocinador principal del Consejo de Cricket, Digicel. Seis jugadores más estuvieron involucrados en esta disputa, incluidos los estrellas Chris Gayle, Ramnaresh Sarwan y Dwayne Bravo. Lara dijo que rechazó la selección en un acto de solidaridad, cuando estos jugadores fueron excluidos debido a sus acuerdos de patrocinio. El problema se resolvió después del primer Test de la serie contra el equipo sudafricano en gira.
Lara regresó al equipo para el segundo Test (y anotó un enorme puntaje de 196 en la primera entrada), pero en el proceso perdió la capitanía de manera indefinida a favor del recién nombrado Shivnarine Chanderpaul. En el siguiente Test, contra los mismos oponentes, anotó 176 en la primera entrada. Después de una serie de un día contra Sudáfrica, anotó su primer siglo en Test contra los paquistaníes visitantes en el primer Test en el Kensington Oval, Bridgetown, Barbados, que las Indias Occidentales finalmente ganaron.
Por sus actuaciones en 2005, fue nombrado en el World Test XI por la ICC.
El 26 de abril de 2006, Lara fue reelegido capitán del equipo de cricket de las Indias Occidentales por tercera vez. Esto ocurrió tras la renuncia de Shivnarine Chanderpaul, quien había sido capitán durante trece meses, en los cuales las Indias Occidentales ganaron solo uno de los 14 partidos de Test que habían disputado. En mayo de 2006, Lara llevó a las Indias Occidentales a victorias en series de un día contra Zimbabue e India. El equipo de Lara jugó contra Australia en las finales de la Copa DLF y el Trofeo de Campeones de la ICC, donde terminaron subcampeones en ambas finales.
El 16 de diciembre de 2006, se convirtió en el primer jugador de las Indias Occidentales en superar las 10,000 carreras en One Day Internationals, y, junto con Sachin Tendulkar, uno de los únicos dos jugadores, en ese momento, en hacerlo en ambas formas del juego. El 10 de abril de 2007, Lara confirmó su retiro del cricket de un día después de la 2007 Cricket World Cup. Unos días después, anunció que en realidad se retiraría de todo el cricket internacional después del torneo.
Lara jugó su último partido internacional el 21 de abril de 2007 en un partido sin importancia de la Copa del Mundo contra Inglaterra. Fue eliminado por 18 tras una confusión con Marlon Samuels; Inglaterra ganó el partido por un wicket. Antes del final de esta Copa del Mundo, Glenn McGrath afirmó que Lara era el mejor bateador al que había lanzado.

## Galardones individuales
- Uno de los cinco jugadores de cricket del año 1995 (Wisden Cricketer of the Year) designados por el Wisden Cricketers' Almanack.[28]
- Personalidad deportiva extranjera del año 1994 según la BBC (BBC Sports Personality of the Year, Overseas Personality).[29]

## Récords y logros
- Récord en número de corridas marcadas en una manga (innings) de test match: 400 not out (en 2004 contra Inglaterra)[30][31]
- Único jugador que ha batido dos veces ese récord (primera vez: 375 en 1994 contra Inglaterra)[32]
- Récord en número de corridas marcadas en un innings de un partido first class: 501 not out (en 1994 con Warwickshire contra Durham)
- Segundo número de corridas marcadas en test matches: 11.953 (batido por Sachin Tendulkar)
- Único jugador junto a Don Bradman en haber marcado más de 300 corridas en un solo innings de test match dos veces
- Segundo en veces de anotar más de 200 corridas en un innings de test match: 9 (detrás de Don Bradman, 12)[33]
- Segundo jugador tras Bill Ponsford en marcar más de 400 corridas en un solo innings de un partido first class dos veces.[34]